# 3-Methyl-3-pentanol
3-Methyl-3-pentanol ist eine chemische Verbindung aus der Gruppe der Alkanole.

## Vorkommen

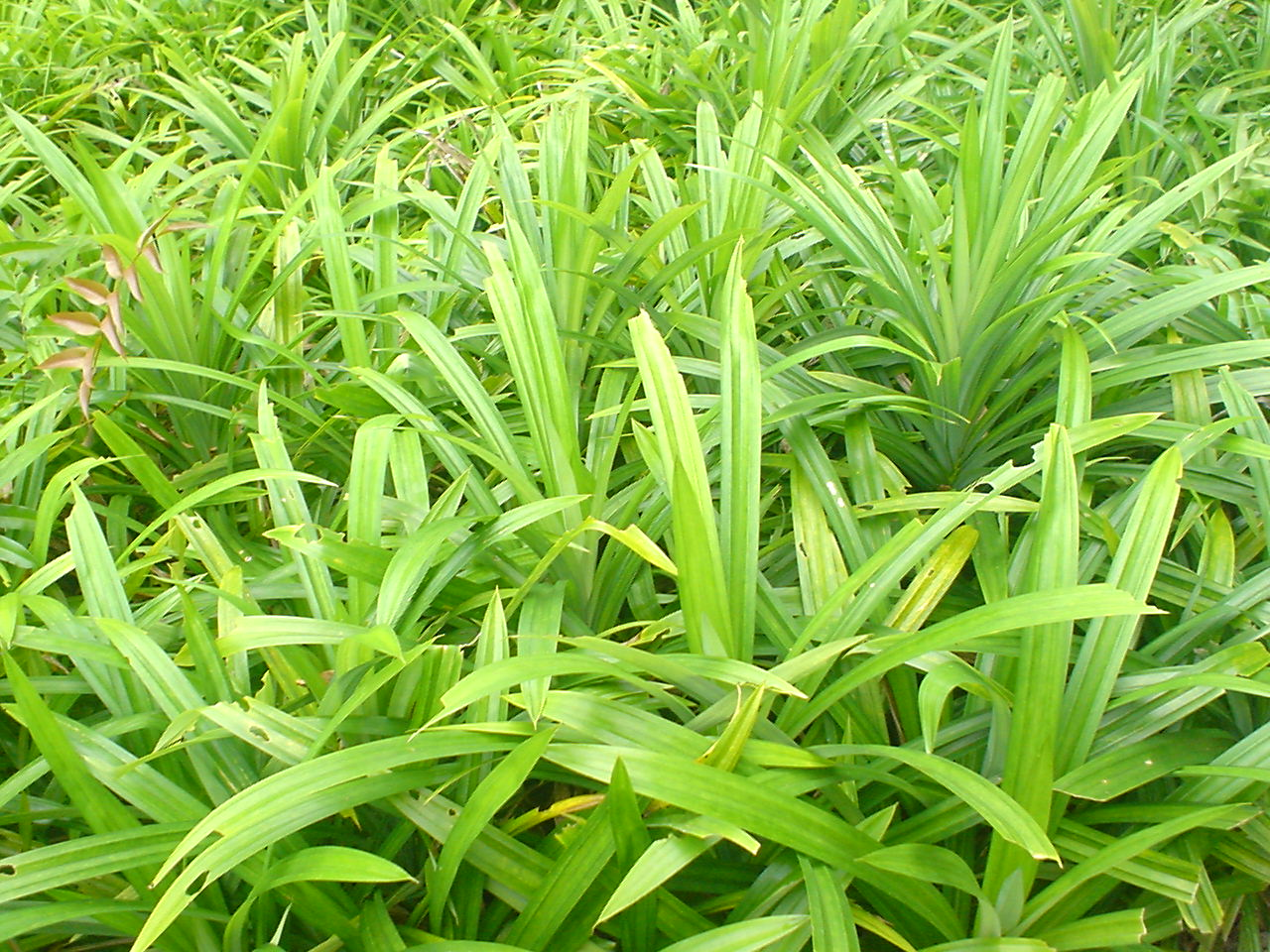
Pandanblätter (Pandanus amaryllifolius)

Die Verbindung kommt natürlich in Pandanblättern, rotem Pfeffer, den Früchten von Lycii fructus und in Spanischem Pfeffer (Capsicum annuum) vor.

## Gewinnung und Darstellung
3-Methyl-3-pentanol (2) kann durch Umsetzung von Ethylmagnesiumbromid mit Ethylacetat (1) in einer Grignard-Reaktion in trockenem Diethylether oder Tetrahydrofuran  gewonnen werden.
Als weitere Varianten der Grignardreaktion sind die Umsetzung von Methylmagnesiumbromid mit 3-Pentanon und die Umsetzung vom Ethylmagnesiumbromid mit Butanon möglich.
Die Verbindung kann auch durch Reaktion von (E)-3-Methyl-2-penten mit Schwefelsäure dargestellt werden.

## Eigenschaften
3-Methyl-3-pentanol ist eine hellgelbe Flüssigkeit, die wenig löslich in Wasser ist.

## Verwendung
3-Methyl-3-pentanol kann zur Herstellung anderer chemischer Verbindungen (wie zum Beispiel Emylcamat) und als Lösungsmittel verwendet werden.